# Carlo Alfredo del Liechtenstein
Carlo Alfredo del Liechtenstein (nome completo in tedesco Karl Alfred Maria Johannes Baptista Heinrich Aloys Georg Hartmann Ignatius Franz Josef Rochus; Deutschlandsberg, 16 agosto 1910 – Bruck an der Leitha, 17 novembre 1985) è stato principe ereditario del Liechtenstein dal 1938 al 1945.

## Biografia

### Nascita e gioventù
Il principe Carlo Alfredo del Liechtenstein nacque il 16 agosto 1910, giorno del 4⁰ compleanno di suo fratello Francesco Giuseppe, a Deutschlandsberg, secondo maschio e figlio terzogenito del principe Luigi e dell'arciduchessa Elisabetta Amalia.
Gran parte della propria infanzia la trascorse presso Groß Ullersdorf, una tenuta di famiglia a Velké Losiny, in Moravia. Conseguì il diploma della maturità a Šumperk nel 1928, per poi studiare all'Università delle Risorse Naturali e delle Scienze della Vita di Vienna, laureandosi in silvicoltura come ingegnere forestale.
Il 25 luglio 1938, quando suo fratello maggiore, all'epoca scapolo e senza figli, divenne principe del Liechtenstein dopo la morte del prozio Francesco I, Carlo Alfredo mantenne il titolo di principe ereditario fino al 14 febbraio 1945, giorno della nascita del primo nipote, Giovanni Adamo.

### Matrimonio
Sposò il 17 febbraio 1949, a 38 anni presso il castello di Persenbeug, l'arciduchessa Agnese Cristina d'Austria (1928-2007), figlia dell'arciduca Uberto Salvatore e di Rosamaria di Salm-Salm.
Assieme alla moglie, nel 1953, rappresentò suo fratello maggiore all'incoronazione della regina Elisabetta II del Regno Unito.

### Carriera
Dal 1935 il principe Carlo Alfredo abitò e gestì il castello moravo in cui era cresciuto, occupandosi allo stesso tempo di dirigere le foreste, le segherie e le aziende agricole della famiglia principesca, situate fra Austria, Boemia, Moravia e Slesia, fino al 1946, quando quelle in territorio ceco furono sequestrate a seguito della seconda guerra mondiale.
Sempre nel 1946 fondò assieme ai fratelli un'azienda di impiallacciatura e commercio del legno, per poi divenirne unico proprietario nel 1969, ma lasciando presto la carica al figlio primogenito. Fino al 1971 fu il responsabile della riqualificazione delle foreste principesche situate in Austria, ruolo in cui è stato succeduto dal nipote Giovanni Adamo. In seguito ha contribuito allo sviluppo del parco zoologico di Sparbach, anch'esso situato in Austria, lavorando poi alla produzione di truciolati in un'impresa di Kalwang.
In Liechtenstein ha lavorato nel settore finanziario come membro dei consigli di amministrazione di società quali cui la Banca del Liechtenstein, Presta e Finanzkontor Etablissement, con sede a Vaduz. Ha inoltre rappresentato il suo paese agli accordi di una doppia imposizione con l'Austria.

### Morte
Morì a 75 anni il 17 novembre 1985 a Bruck an der Leitha. È sepolto nel cimitero Kahlenbergerdorfer di Vienna.

## Discendenza
Carlo Alfredo del Liechtenstein e Agnese Cristina d'Austria ebbero sette figli, di cui tre maschi e quattro femmine:
- Domenico Volkmar Uberto Luigi Maria Giuseppe Taddeo Tommaso Paolo Carlo Ignazio Severo del Liechtenstein (Vienna, 20 gennaio 1950 - Vienna, 20 settembre 2009),[10] sposò il 9 ottobre 1980 a Spitz an der Donau Eva Maria Loesch (1943);
- Andrea Duarte Emanuele Ulrico Benedetto Giuseppe Maria Carlo Raffaele Ignazio Mattia Paolo del Liechtenstein (nato il 25 febbraio 1952 a Vienna), ha sposato il 29 settembre 1978 a Madrid Silva Prieto y Figueroa;
- Gregorio Enrico Agostino Giuda Taddeo Giuseppe Maria Pio Paolo Antonio Stefano Salvatore del Liechtenstein (nato il 18 aprile 1954 a Vienna);
- Alessandra Maria Cristina Luigia Ulrica Enrichetta Agnese Ignazia Pia Gabriella Anastasia del Liechtenstein (Vienna, 25 dicembre 1955 - Vienna, 27 febbraio 1993), sposò il 20 settembre 1980 a Vienna Hans Lovrek, da cui ha divorziato il 25 febbraio 1988;
- Maria-Pia Ludovica Ulrica Elisabetta Pasqualina Caterina Ignazia Lucia Giovanna Giuseppa del Liechtenstein (nata il 6 agosto 1960 a Vienna) ha sposato il 4 agosto 1995 Max Kothbauer (1950), con cui ha avuto un figlio:
  - Geronimo Max Alessandro Carlo Alfredo Alfonso Michele Kothbauer (nato il 26 gennaio 1997);
- Caterina Maria Cristina Enrichetta Valeria Agnese del Liechtenstein (nata il 27 gennaio 1964 a Vienna), ha sposato in prime nozze il 30 novembre 1991 a Vienna Jeremy Kelton, da cui ha divorziato nel 2002. Ha sposato in seconde nozze il 3 dicembre 2005 a Londra Andrew Gammon (1958). Ha avuto un figlio dal primo marito:
  - Massimiliano Antonio Kelton (nato il 15 luglio 1994);
- Brigida Ulrica Rosa Maria Elisabetta Luigia Ermenegilda del Liechtenstein (nata il 13 aprile 1967 a Vienna), ha sposato il 30 dicembre 2000 al castello di Persenbeug il conte Otto Jankovich-Besán de Priber, Vuchin et Duna-Székcsö (1967), con cui ha avuto due figli:
  - Arturo Jankovich-Besán de Priber (nato il 17 ottobre 2001);
  - Giovanna Jankovich-Besán de Priber (nata il 27 maggio 2003).

## Titoli e trattamento
- 16 agosto 1910 - 25 luglio 1938: Sua Altezza Serenissima, il principe Carlo Alfredo del Liechtenstein
- 25 luglio 1938 - 14 febbraio 1945: Sua Altezza Serenissima, il principe ereditario del Liechtenstein
- 14 febbraio 1945 - 17 novembre 1985: Sua Altezza Serenissima, il principe Carlo Alfredo del Liechtenstein

## Ascendenza
|                                    |                                  |                                               | Genitori                                                   |  |  | Nonni |  |  | Bisnonni                             |  |  | Trisnonni                             |  |
|                                    |                                  |                                               |                                                            |  |  |       |  |  | Francesco di Paola del Liechtenstein |  |  | Giovanni I Giuseppe del Liechtenstein |  |
|                                    |                                  |                                               |                                                            |  |  |       |  |  | Francesco di Paola del Liechtenstein |  |  | Giovanni I Giuseppe del Liechtenstein |  |
|                                    |                                  | Giuseppa di Fürstenberg-Weitra                |                                                            |  |  |       |  |  | Francesco di Paola del Liechtenstein |  |  |                                       |  |
| Alfredo del Liechtenstein          |                                  |                                               |                                                            |  |  |       |  |  | Francesco di Paola del Liechtenstein |  |  |                                       |  |
|                                    |                                  | Eva Giuseppina Giulia Eudossia Potocka-Piława | Alfredo Wojciech Potocki                                   |  |  |       |  |  |                                      |  |  |                                       |  |
|                                    |                                  | Eva Giuseppina Giulia Eudossia Potocka-Piława | Alfredo Wojciech Potocki                                   |  |  |       |  |  |                                      |  |  |                                       |  |
|                                    |                                  | Eva Giuseppina Giulia Eudossia Potocka-Piława | Giuseppina Maria Czartoryska                               |  |  |       |  |  |                                      |  |  |                                       |  |
| Luigi del Liechtenstein            |                                  | Eva Giuseppina Giulia Eudossia Potocka-Piława |                                                            |  |  |       |  |  |                                      |  |  |                                       |  |
|                                    |                                  | Luigi II del Liechtenstein                    | Giovanni I Giuseppe del Liechtenstein                      |  |  |       |  |  |                                      |  |  |                                       |  |
|                                    |                                  | Luigi II del Liechtenstein                    | Giovanni I Giuseppe del Liechtenstein                      |  |  |       |  |  |                                      |  |  |                                       |  |
|                                    |                                  | Luigi II del Liechtenstein                    | Giuseppa di Fürstenberg-Weitra                             |  |  |       |  |  |                                      |  |  |                                       |  |
| Enrichetta del Liechtenstein       |                                  | Luigi II del Liechtenstein                    |                                                            |  |  |       |  |  |                                      |  |  |                                       |  |
|                                    |                                  | Franziska Kinsky von Wchinitz und Tettau      | Francesco di Paola Giuseppe Kinsky von Wchinitz und Tettau |  |  |       |  |  |                                      |  |  |                                       |  |
|                                    |                                  | Franziska Kinsky von Wchinitz und Tettau      | Francesco di Paola Giuseppe Kinsky von Wchinitz und Tettau |  |  |       |  |  |                                      |  |  |                                       |  |
|                                    |                                  | Franziska Kinsky von Wchinitz und Tettau      | Teresa di Wrbna e Freudenthal                              |  |  |       |  |  |                                      |  |  |                                       |  |
| Carlo Alfredo del Liechtenstein    |                                  | Franziska Kinsky von Wchinitz und Tettau      |                                                            |  |  |       |  |  |                                      |  |  |                                       |  |
|                                    | Francesco Carlo d'Asburgo-Lorena | Francesco II d'Asburgo-Lorena                 |                                                            |  |  |       |  |  |                                      |  |  |                                       |  |
|                                    | Francesco Carlo d'Asburgo-Lorena | Francesco II d'Asburgo-Lorena                 |                                                            |  |  |       |  |  |                                      |  |  |                                       |  |
|                                    | Francesco Carlo d'Asburgo-Lorena | Maria Teresa di Borbone-Due Sicilie           |                                                            |  |  |       |  |  |                                      |  |  |                                       |  |
| Carlo Ludovico d'Asburgo-Lorena    | Francesco Carlo d'Asburgo-Lorena |                                               |                                                            |  |  |       |  |  |                                      |  |  |                                       |  |
|                                    |                                  | Sofia di Baviera                              | Massimiliano I Giuseppe di Baviera                         |  |  |       |  |  |                                      |  |  |                                       |  |
|                                    |                                  | Sofia di Baviera                              | Massimiliano I Giuseppe di Baviera                         |  |  |       |  |  |                                      |  |  |                                       |  |
|                                    |                                  | Sofia di Baviera                              | Carolina di Baden                                          |  |  |       |  |  |                                      |  |  |                                       |  |
| Elisabetta Amalia d'Asburgo-Lorena |                                  | Sofia di Baviera                              |                                                            |  |  |       |  |  |                                      |  |  |                                       |  |
|                                    |                                  | Michele I del Portogallo                      | Giovanni VI del Portogallo                                 |  |  |       |  |  |                                      |  |  |                                       |  |
|                                    |                                  | Michele I del Portogallo                      | Giovanni VI del Portogallo                                 |  |  |       |  |  |                                      |  |  |                                       |  |
|                                    |                                  | Michele I del Portogallo                      | Carlotta Gioacchina di Borbone-Spagna                      |  |  |       |  |  |                                      |  |  |                                       |  |
| Maria Teresa di Braganza           |                                  | Michele I del Portogallo                      |                                                            |  |  |       |  |  |                                      |  |  |                                       |  |
|                                    |                                  | Adelaide di Löwenstein-Wertheim-Rosenberg     | Costantino di Löwenstein-Wertheim-Rosenberg                |  |  |       |  |  |                                      |  |  |                                       |  |
|                                    |                                  | Adelaide di Löwenstein-Wertheim-Rosenberg     | Costantino di Löwenstein-Wertheim-Rosenberg                |  |  |       |  |  |                                      |  |  |                                       |  |
|                                    |                                  | Adelaide di Löwenstein-Wertheim-Rosenberg     | Agnese di Hohenlohe-Langenburg                             |  |  |       |  |  |                                      |  |  |                                       |  |
|                                    |                                  | Adelaide di Löwenstein-Wertheim-Rosenberg     |                                                            |  |  |       |  |  |                                      |  |  |                                       |  |